# Залучьенское сельское поселение
Залу́чьенское се́льское поселе́ние — упразднённое муниципальное образование в составе Осташковского района Тверской области.
Административный центр — деревня Залучье.

## Географические данные
- Общая площадь: 348,9 км²
- Нахождение: северная часть Осташковского района
  - Граничит:
    - на севере — с Новгородской областью, Марёвский и Демянский районы
    - на востоке — с Мошенским СП
    - на юге — с Ботовским СП
    - на юго-западе — со Свапущенским СП

На востоке и на юге граница поселения проходит по озеру Селигер. Другие озёра — Ласцо, Большой Жетонец, Святое, Щебериха. Основные реки — Зуевка, Ускройня, Щебериха, Цыновля (по границе).

## История
До XVIII века территория поселения относилась к волости Березовец Деревской пятины Новгородской земли.
После реформ Петра I территория поселения входила в 1708—1727 гг. в Санкт-Петербургскую (Ингерманляндскую 1708—1710 гг.) губернию, Тверскую провинцию.
В 1727—1775 гг. в Новгородскую губернию, Тверскую провинцию.
В 1775—1796 гг. в Тверское наместничество, Осташковский уезд.
В 1796—1929 гг. в Тверскую губернию, Осташковский уезд, (несколько деревень на северо-востоке относились к Демянскому уезду Новгородской губернии).
В середине XIX — начале XX века деревни поселения относились к Петровщинской и Павлиховской волостям Осташковского уезда.
В 1929—1935 гг. в Западную область, Осташковский район.
В 1935—1990 гг. в Калининскую область, Осташковский район.
С 1990 в Тверскую область, Осташковский район.
Современное сельское поселение образовано в 2005 году, включило в себя территорию Сосницкого и часть территории Залучьенского сельских округов.
Законом Тверской области от 17 апреля 2017 года № 27-ЗО, все муниципальные образования Осташковского района были преобразованы в Осташковский городской округ.

## Население
| 2008 | 2010 | 2011 | 2012 | 2013 | 2014 | 2015 |
| ---- | ---- | ---- | ---- | ---- | ---- | ---- |
| 465  | ↘352 | ↘350 | ↘331 | ↘316 | ↘311 | ↗317 |
| 2016 | 2017 |      |      |      |      |      |
| ↘311 | →311 |      |      |      |      |      |

## Населенные пункты
На территории поселения находятся следующие населённые пункты:

## Состав сельского поселения
| №  | Населённый пункт | Тип населённого пункта          | Население |
| -- | ---------------- | ------------------------------- | --------- |
| 1  | Берёзовый Рядок  | деревня                         | ↘131      |
| 2  | Береснево        | деревня                         | ↘10       |
| 3  | Болошово         | деревня                         | ↗1        |
| 4  | Большой Чащивец  | деревня                         | ↘11       |
| 5  | Горка            | деревня                         | ↗1        |
| 6  | Дмитровщина      | деревня                         | ↘1        |
| 7  | Дубровка         | деревня                         | ↘1        |
| 8  | Жалыбня          | деревня                         | ↗12       |
| 9  | Жегалово         | деревня                         | ↗14       |
| 10 | Жирома           | деревня                         | →0        |
| 11 | Заболотье        | деревня                         | ↘18       |
| 12 | Залучье          | деревня, административный центр | ↘26       |
| 13 | Заозерье         | деревня                         | ↗8        |
| 14 | Заузье           | деревня                         | →1        |
| 15 | Картунь          | деревня                         | →0        |
| 16 | Корпово          | деревня                         | ↘18       |
| 17 | Лучки            | деревня                         | ↘0        |
| 18 | Малый Чащивец    | деревня                         | ↘1        |
| 19 | Матерово         | деревня                         | ↗5        |
| 20 | Машугина Гора    | деревня                         | ↘17       |
| 21 | Межник           | деревня                         | →0        |
| 22 | Могилево         | деревня                         | ↘8        |
| 23 | Овинец           | деревня                         | ↘18       |
| 24 | Перетерг         | деревня                         | →0        |
| 25 | Поселье          | деревня                         | ↘1        |
| 26 | Ровень Мосты     | деревня                         | ↘0        |
| 27 | Рязановщина      | деревня                         | ↘5        |
| 28 | Сосница          | деревня                         | ↘25       |
| 29 | Тереховщина      | деревня                         | ↗9        |
| 30 | Щебериха         | деревня                         | →0        |
| 31 | Щемелинка        | хутор                           | →0        |

## Экономика
Основное предприятие — совхоз «Машугиногорский».